# 金颖颖
金颖颖（1972年—），浙江温州人，汉族，中华人民共和国政治人物、第十一届全国人民代表大会浙江地区代表。
毕业于湖北农学院会计学专业，是中共党员。担任中国工商银行温州分行营业部副总经理。2008年起担任全国人大代表。